# Bergen-op-Zoom Canadian War Cemetery

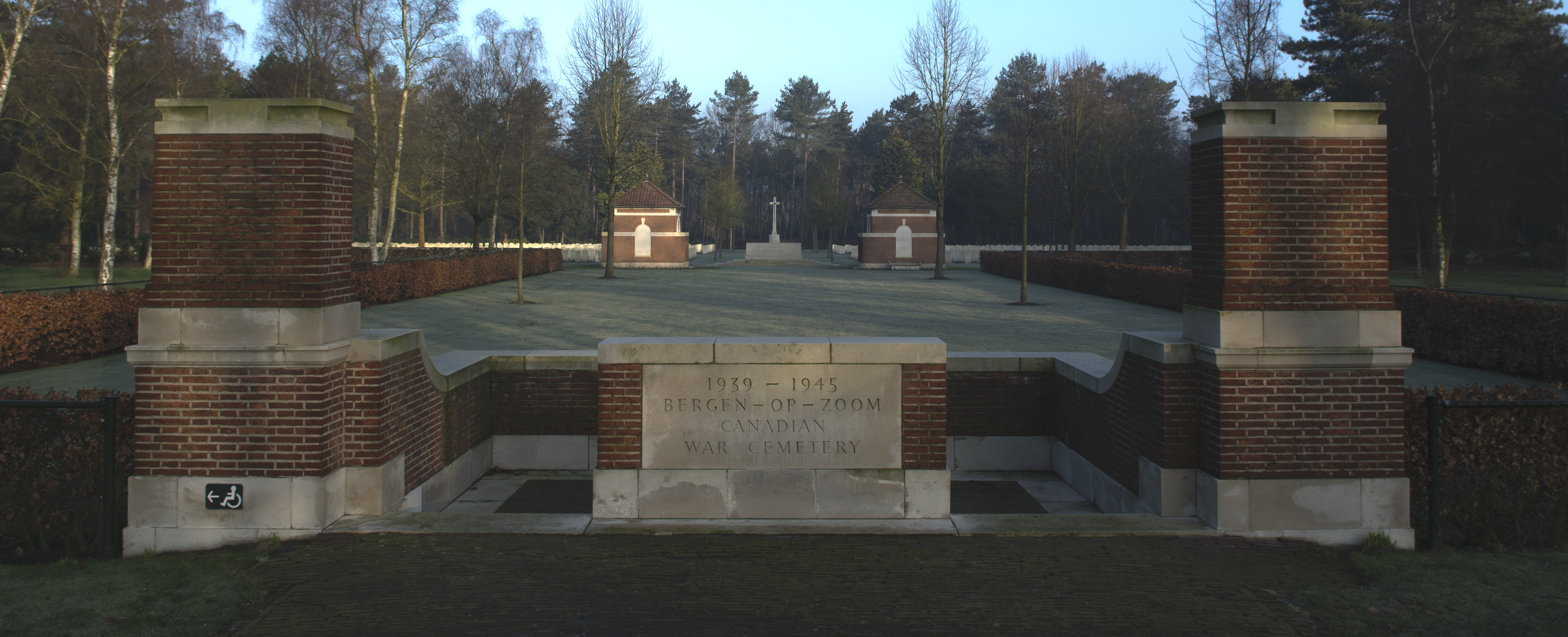
Toegang tot Canadian War Cemetry - Bergen op Zoom

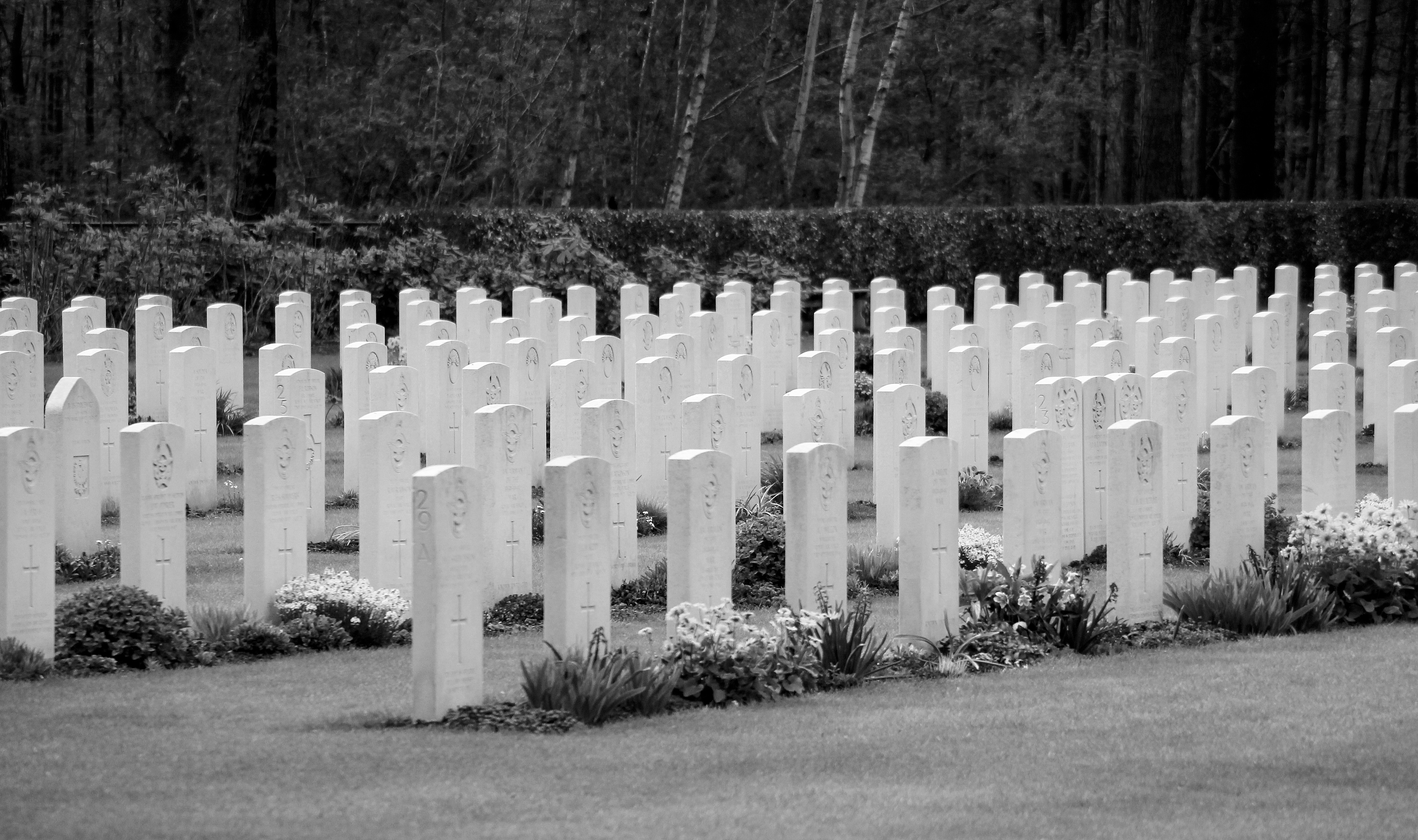
Canadese oorlogsgraven

Bergen-op-Zoom Canadian War Cemetery is een militaire begraafplaats in Bergen op Zoom. De Canadese oorlogsbegraafplaats bevat de graven van 1118 gesneuvelde militairen (waarvan 1087 geïdentificeerde). De meerderheid van de gesneuvelden zijn Canadezen, namelijk 968. 
Het Britse Bergen-op-Zoom War Cemetery grenst direct aan de Canadese begraafplaats.